# Combate de Pucarani (1855)
El Combate de Pucarani fue un enfrentamiento bélico que se llevó a cabo el 18 de septiembre de 1855 en la localidad de Pucarani en la actual Provincia de Los Andes del Departamento de La Paz entre las tropas gubernamentales leales al presidente Jorge Córdova (Ejército de Bolivia), las cuales estaban comandadas por el coronel Demetrio Molina contra las tropas rebeldes liderados por el general Gonzalo García Lanza ("Linaristas") que se habían proclamado a favor de que el abogado potosino José María Linares asuma la presidencia de Bolivia.

## Antecedente
Las elecciones presidenciales de 1855 habían dado como ganador al presidente Jorge Córdova con un amplio margen de más de 9000 votos. Pero el candidato perdedor José María Linares no aceptó su derrota y empezó a conspirar otra vez con el objetivo de derrocar al nuevo gobierno.
El 14 de septiembre de 1855, estalla una sublevación en la población de Achacachi en la provincia de Omasuyos del Departamento de La Paz encabezada por el coronel Gonzalo García Lanza, proclamando al abogado José María Linares para que asuma la presidencia de Bolivia. Lanza logró reunir a más de 200 hombres de diferentes lugares provenientes de Escoma, Sorata y Huaycho (actual Puerto Acosta).

## Batalla
Después del pronunciamiento general en Achacachi, los sublevados se dirigen a la población de Pucarani y lo toman esperando ir hasta la ciudad de La Paz. Inmediatamente el general Demetrio Molina avanza sobre los sublevados derrotándolos en la localidad con un refuerzo de una compañía de soldados llegados desde La Paz.
Al finalizar la batalla, el comandante Demetrio Molina brinda el parte oficial al Prefecto del Departamento de La Paz en donde relata lo que sucedió el 18 de septiembre de 1855.

"El 17 de septiembre de 1855 a las 12 del medio día, emprendí mi marcha para este cantón (Pucarani) a la cabeza de 100 hombres de infantería y 20 de caballería con el objeto de atacar al ex general Gonzalo García Lanza que se hallaba a la cabeza de una columna de más de 200 hombres, después de haber hecho un pronunciamiento en algunos pueblos de la Provincia de Omasuyos y de la Provincia de Larecaja a favor del doctor José María Linares.

A las 4 de la madrugada del 18 de septiembre de 1855 y habiendo hecho una marcha forzada desde la ciudad de La Paz, los encontré parapetados en las galerías del cementerio de la Iglesia de Pucarani donde hicieron una fuerte resistencia por más de treinta minutos; y habiéndolos atacado con toda decisión, tuvieron que abandonar precipitadamente sus parapetos.

Las pérdidas de nuestra parte han sido la del valiente sargento mayor Pedro Moscoso y tres individuos de tropa, las pérdidas de ellos fueron del titulado comandante José Zapata y dos individuos de tropa. Se han tomado prisioneros al ex coronel Lorenzo Montalvo, al comandante Casto Carmen Palza, a un comandante de la guardia nacional Pedro Meave, al titulado ayudante mayor Manuel Vascón, al paisano Andrés Quisbert y a algunos individuos de tropa; pues los demás han sido totalmente dispersos (dándose a la fuga) dejando todo su armamento y municiones en nuestro poder. 

Esta provincia (Omasuyos) queda en la más perfecta tranquilidad y orden ya que el señor coronel gobernador de la provincia Félix Eguino está encargado de conservarlo para lo que tiene cincuenta guardias nacionales bien armados y municionados con una mitad de caballería, siendo indispensable la captura de los facciosos que se han dispersado, mediante las medidas que se han tomado. 

Al recomendar a la consideración del Supremo Gobierno a los señores jefes y oficiales de la adjunta lista, cumplo con el más estricto deber de justicia; pues todos se han distinguido completamente y con bravura, defendiendo al Soberano Congreso y al gobierno legal. Sírvase usted Señor Ministro elevar este parte a la consideración del Supremo Gobierno, aceptando las consideraciones de mi aprecio".
Parte Oficial del comandante general del Departamento de La Paz Demetrio Molina (Pucarani, Bolivia; 18 de septiembre de 1855).

## Consecuencias
Tiempo después y ya en 1858, desde su exilio en la ciudad de Arequipa en Perú, el expresidente Córdova se refiere a este enfrentamiento mediante su manifiesto luego de tres años después del Combate de Pucarani, cuando todavía aún estaba en el poder, señalando lo siguiente:   

"En septiembre de 1855 y apenas transcurrido un mes de mi inauguración, furioso y sediento de mando, hace estallar José María Linares, en las provincias de Larecaja y Omasuyos, una formidable insurrección, apagada con la sangre vertida en los combates de Pucarani y La Paz, donde se asegunda la sublevación, que crece, toma cuerpo y se propaga hasta Coro Coro, acaudillada por el cabecilla de apellido Barra, quien locupletado (empoderado) con sus extorsiones y depredación de los Mineros, se salva a Tacna". El caudillo Lorenzo Montalvo y sus satélites, condenados entonces al suplicio fueron indultados por mi persona. 
 El 26 del propio mes, se conmueve Tarija y ocurre allí, de inteligencia con Linares, el pronunciamiento del General Celedonio Ávila. Sentenciados varios reos a pena capital, incluso dicho general Ávila son perdonados también por mi persona.
Ex presidente de Bolivia Jorge Córdova (Arequipa, Perú; 1858). 